# Ardıçatak, Beşikdüzü
Ardıçatak là một xã thuộc huyện Beşikdüzü, tỉnh Trabzon, Thổ Nhĩ Kỳ. Dân số thời điểm năm 2011 là 110 người.